# Stazione di Senri-Chūō
La stazione di Senri-Chūō (千里中央駅?, Senri-Chūō-eki) è una stazione passante della Monorotaia di Ōsaka e il termine della Ferrovia Kita-Ōsaka Kyūkō, linea che continua innestandosi poi sulla linea Midōsuji della metropolitana di Osaka. È la principale stazione della Nuova città di Senri.